# Alcantara (Cebu)
Pour les articles homonymes, voir Alcantara.
Alcantara est une municipalité de la province de Cebu, au sud-ouest de l'île de Cebu, aux Philippines.

## Généralités
Elle est entourée des municipalités de Moalboal au sud, Ronda au nord, Argao à l'est, et du détroit de Tañon à l'ouest.
Elle est administrativement constituée de 9 barangays (quartiers/districts/villages) :
- Cabadiangan
- Cabil-isan
- Candabong
- Lawaan
- Manga
- Palanas
- Poblacion
- Polo
- Salagmaya

Sa population en 2019 est d'environ 18 000 habitants.